# 迈克尔·索马雷
迈克尔·索马雷爵士，GCL, GCMG, CH, CF, KStJ, MP（英語：Sir Michael Thomas Somare；1936年4月9日—2021年2月26日），巴布亚新几内亚“国父”，爵士头衔，生于巴新东新不列颠省拉包尔市。曾为东塞皮克省卡劳村酋长。1968年当选议员，同年创建国民联盟党并任政党领袖，领导民族独立斗争。他1973年至1975年任自治政府首席部长。巴新独立后，从1975年到1980年出任首任巴布亚新几内亚总理，1982年至1985年第二次任总理。1988年7月至1992年1月任外长。1996年8月创建国民联盟党并任领袖。1999年7月任外长，8月起兼任布干维尔事务部长。1999年12月至2000年11月任矿业部长兼布干维尔事务部长。2000年11月至12月任外长兼布干维尔事务部长。2001年11月至2002年7月任反对党领袖。2002年8月5日第三次当选总理。
迈克尔·索马雷是Ludwig Somare Sana和Kambe Somare夫妇的儿子。

## 荣誉

### 外国勋章奖章
- 旭日大绶章（日本，2015年4月29日公布[2]）